# Ralf Nitzlaff
Ralf Nitzlaff (* 1957) ist ein ehemaliger deutscher Volleyballspieler.
Ralf Nitzlaff spielte in seiner Jugend beim  TuS 1859 Hamm. Später spielte er beim westfälischen Bundesligisten USC Münster und wechselte 1978 zum Ligakonkurrenten VBC Paderborn, mit dem er viermal deutscher Vizemeister und 1981 Deutscher Pokalsieger wurde. 1983 kehrte der Zuspieler zum Zweitligisten USC Münster zurück. Mit dem TSV Hamm gelang ihm 1989 der Aufstieg in die 2. Bundesliga.
Nitzlaff war 148 mal in der deutschen Nationalmannschaft aktiv und erreichte bei der Europameisterschaft 1981 in Bulgarien Platz elf.